# Liste der denkmalgeschützten Objekte in Großgöttfritz
Die Liste der denkmalgeschützten Objekte in Großgöttfritz enthält die 8 denkmalgeschützten, unbeweglichen Objekte der Gemeinde Großgöttfritz.

## Denkmäler
| Foto |                 | Denkmal                                                         | Standort                                             | Beschreibung | Metadaten |
| ---- | --------------- | --------------------------------------------------------------- | ---------------------------------------------------- | --- | --- |
| ja   | Datei hochladen | Ortskapelle hl. Laurentius HERIS-ID: 62847 Objekt-ID: 75434     | gegenüber Engelbrechts 5 Standort KG: Engelbrechts   | Die Ortskapelle in Engelbrechts wurde 2019 saniert. Im Rahmen der Wiedereröffnung wurde auch das 100-jährige Glockenjubiläum gefeiert. | BDA-Hist.: Q38101340 Status: § 2a Stand der BDA-Liste: 2025-06-30 Name: Ortskapelle hl. Laurentius GstNr.: 612                               |
| ja   | Datei hochladen | Ortskapelle Frankenreith HERIS-ID: 62848 Objekt-ID: 75435       | Frankenreith 7, bei Standort KG: Frankenreith        | Die Ortskapelle am Rand des Angers von Frankenreith ist ein schlichter Bau von 1841 mit runder Apsis und einem vorgestellten Turm mit Pyramidenhelm. Der Innenraum ist flach gedeckt. Zur Ausstattung zählen barocke Figuren der Hll. Rochus und Sebastian aus der ersten Hälfte des 18. Jahrhunderts. | BDA-Hist.: Q38101351 Status: § 2a Stand der BDA-Liste: 2025-06-30 Name: Ortskapelle Frankenreith GstNr.: .14                                 |
| ja   | Datei hochladen | Karner HERIS-ID: 59431 Objekt-ID: 70718                         | neben Großgöttfritz 1 Standort KG: Großgöttfritz     | Der Karner von Großgöttfritz ist ein unverputzter gotischer Rundbau aus Bruchstein. Er hat eine Halbkreisapsis und wird von einem Kegeldach bekrönt. Der Grufteingang ist mit der Bezeichnung „AEIOU 1483“ versehen. Im Westen ist der Bau durch ein Spitzbogenportal zugänglich. Daneben befindet sich die Bodenplatte der ehemaligen Außenkanzel. Im Süden gibt es ein Kleeblattfenster und ein schmales Rundbogenfenster. Das Untergeschoß verfügt über eine Kuppel mit Stickkappen. Das Obergeschoß ist durch eine Halbkugel gewölbt. In der Apsis ist die Jahreszahl „1495“ zu sehen. | BDA-Hist.: Q38087244 Status: § 2a Stand der BDA-Liste: 2025-06-30 Name: Karner GstNr.: 127 Karner Großgöttfritz                              |
| ja   | Datei hochladen | Kath. Pfarrkirche hl. Leonhard HERIS-ID: 49802 Objekt-ID: 53957 | neben Großgöttfritz 1 Standort KG: Großgöttfritz     | Die Pfarrkirche und ehemalige Burgkirchenanlage hl. Leonhard, mit Pfarrhof, Karner und Kirchhofmauer auf einer Anhöhe im Osten von Großgöttfritz gelegen, ist eine gotische Ostturmkirche aus dem frühen 14. Jahrhundert, die im dritten Viertel des 15. Jahrhunderts erweitert wurde. Ihr Langhaus ist durch ein hohes Satteldach gedeckt. Die Westfassade ist schlicht gestaltet. Seitlich sind teilweise gotische Spitzbogenfenster zu sehen; im Norden barocke Flach- und Rundbogenfenster. An der Südseite ist die Kirche durch ein spätgotisches Kielbogenportal zugänglich. Der Ostturm geht auf das frühe 14. Jahrhundert zurück. Er verfügt über Kleeblattfenster und wird von einem Pyramidenhelm von 1865 bekrönt. Der Chor verfügt über einen Fünfachtelschluss, über Strebepfeiler mit doppelten Wasserschlägen und über zum Teil vermauerte Spitzbogenfenster. Die Sakristei im Norden wurde Anfang des 14. Jahrhunderts errichtet. Die Sakristei im Süden stammt aus dem dritten Viertel des 15. Jahrhunderts. Die Vorhalle wurde in der ersten Hälfte des 19. Jahrhunderts hinzugefügt. | BDA-Hist.: Q38036187 Status: § 2a Stand der BDA-Liste: 2025-06-30 Name: Kath. Pfarrkirche hl. Leonhard GstNr.: .46 Pfarrkirche Großgöttfritz |
| ja   | Datei hochladen | Pfarrhof HERIS-ID: 49801 Objekt-ID: 53956                       | Großgöttfritz 1 Standort KG: Großgöttfritz           | Der Pfarrhof von Großgöttfritz ist ein zweigeschoßiges Gebäude aus dem 18. Jahrhundert, mit Walmdach und Putzfaschen. | BDA-Hist.: Q38036183 Status: § 2a Stand der BDA-Liste: 2025-06-30 Name: Pfarrhof GstNr.: 126                                                 |
| ja   | Datei hochladen | Ortskapelle Großweißenbach HERIS-ID: 49819 Objekt-ID: 54001     | Großweißenbach 47, neben Standort KG: Großweißenbach | Die auf einer Anhöhe am Rande des Angers von Großweißenbach gelegene Ortskapelle ist ein schlichter barocker Bau von 1726 mit eingezogener Rundapsis. Im Osten liegt ein etwas niedrigerer quadratischer Sakristeianbau. Der Dachreiter wird von einem Pyramidenhelm bekrönt. Der Innenraum ist durch eine Tonne mit Stichkappen und Apsiskonche gewölbt. Die Sakristei verfügt über ein Kreuzgratgewölbe. Der Barocke Holzaltar mit gedrehten Säulen wurde im zweiten Viertel des 18. Jahrhunderts angefertigt. Am Altarblatt ist Maria mit Kind abgebildet. Zur weiteren Ausstattung zählen Figuren der Heiligen Petrus und Paulus, am Altaraufsatz ein Bildnis des hl. Sebastian und des hl. Antonius aus der Zeit um 1900 sowie barocke Kruzifixe. | BDA-Hist.: Q38036295 Status: § 2a Stand der BDA-Liste: 2025-06-30 Name: Ortskapelle Großweißenbach GstNr.: .43                               |
| ja   | Datei hochladen | Ortskapelle Rohrenreith HERIS-ID: 58994 Objekt-ID: 69915        | Rohrenreith 7, gegenüber Standort KG: Rohrenreith    | Die Ortskapelle am Anger von Rohrenreith ist ein schlichter Bau von 1819, mit dreiseitigem Schluss und einem später vorgebauten quadratischen Turm. Dieser verfügt über zwei Geschoße, Rundbogenfenster und einen Zwiebelhelm. Der Innenraum der Kapelle ist flach gedeckt. Zur Ausstattung zählen Figuren der hl. Maria aus dem frühen 17. Jahrhundert (?), eine Figur des hl. Florian aus dem 17./18. Jahrhundert sowie ein Kruzifix aus dem 18. Jahrhundert. | BDA-Hist.: Q38085547 Status: § 2a Stand der BDA-Liste: 2025-06-30 Name: Ortskapelle Rohrenreith GstNr.: .19                                  |
| ja   | Datei hochladen | Ortskapelle Sprögnitz HERIS-ID: 62852 Objekt-ID: 75440          | Sprögnitz 7, gegenüber Standort KG: Sprögnitz        | Die Ortskapelle von Sprögnitz ist ein schlichter Bau von 1859 mit dreiseitigem Schluss. Der Turm von 1908 wird von einem Giebelspitzhelm bekrönt. Der Innenraum ist flach gedeckt und mit der Jahreszahl 1867 bezeichnet. Die Apsis verfügt über ein Gratgewölbe. | BDA-Hist.: Q38101364 Status: § 2a Stand der BDA-Liste: 2025-06-30 Name: Ortskapelle Sprögnitz GstNr.: .36 Ortskapelle Sprögnitz              |